# Leichttraktor
Leichttraktor (Vs.Kfz.31) je bio njemački eksperimentalni tenk.
Njemačkoj je, nakon Prvog svjetskog rata, Versajskim ugovorom, zabranjena proizvodnja i korištenje oklopnih vozila. Unatoč tome, Njemačka, tajnim programom, kodnog imena "Traktor", razvija oklopna vozila i topništvo. Motor na ovom tenku bio je s prednje strane, a kupola sa stražnje strane. Tvrtke Rheinmetall i Krupp proizvele su prototip, a 1928. godine, tvrtka Rheinmetall dobila je narudžbu za proizvodnju 289 tenkova, međutim narudžba je poništena.
Testiranje je napravljeno u Sovjetskom Savezu, a omogućeno je Rapallskim ugovorom, koji su dvije države potpisale 1922. Mjesto testiranja, korišteno između 1926. i 1933. bila je Panzertruppenschule Kama, (zajedničko mjesto testiranja Crvene armije i Reichswehra) u blizini grada Kazanj.
Leichttraktor (hr. laki traktor) bilo je kodno ime za sva tri dizajna tenka proizvedena u Kami. U ranim godinama Drugog svjetskog rata, korišteni su kao tenkovi za obuku.